# 惠特貝瑞

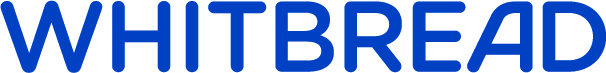
惠特貝瑞集团的标志

惠特貝瑞 （Whitbread）是英國的一家連鎖酒店集團，總部位於倫敦。惠特貝瑞最大的下屬酒店品牌是英國最大的連鎖酒店Premier Inn。惠特貝瑞也是倫敦證券交易所的上市公司。

## 外部連結
- Whitbread plc website （页面存档备份，存于）
- the Brewery – London events venue （页面存档备份，存于）
- Yahoo profile （页面存档备份，存于）
- Funding Universe History of Whitbread PLC （页面存档备份，存于）